# Репин, Александр Анатольевич
Алекса́ндр Анато́льевич Ре́пин (род. 1 ноября 1955, Петропавловск) — российский предприниматель. Основатель, владелец и генеральный директор ООО «Сатурн-Р» (Пермский край). Учредитель 47 компаний, с общим оборотом около 35 млд. рублей.

## Биография
Александр Анатольевич Репин родился 1 ноября 1955 года в городе Петропавловске Северо-Казахстанской области Казахской ССР. Воспитывался матерью. В 1962 году переехал в город Пермь, поступил во 2 класс школы № 133.
В 1981 году получил высшее образование в Пермском политехническом институте по специальности «Промышленное и гражданское строительство».
Трудовую деятельность начал в 1976 году с должности каменщика-огнеупорщика цеха № 37 Пермского машиностроительного завода им. В. И. Ленина (ныне ПАО «Мотовилихинские заводы»). Прошел путь до должности главного инженера СМУ УВД Пермского облисполкома С 1981 до 1982 года работал мастером участка треста «Пермнефтехимремстрой» и прорабом Пермского завода химического оборудования (ныне — АО "Пермский завод «Машиностроитель»).
С июля 1991 года до июня 1994 года — директор малого предприятия «Сатурн-Р». С июля 1994 года по март 1998 года — директор частного предприятия «Реалан». С марта 1998 года — по настоящее время — генеральный директор общества с ограниченной ответственностью «Сатурн-Р».
Входил в состав Координационного совета «Общественный народный фронт» Пермского края. Возглавлял региональное отделение Общероссийской общественной организации «Союз пенсионеров России» по Пермскому краю. Член Общественной палаты Пермского края. Член комиссии по развитию экономики и инфраструктуры.
В 2005 году баллотировался на должность Главы города Перми (2005) стал одной из трех персон в финишной гонке на выборах главы города Перми.
В 1994 году открыто направление «Сатурн-Р» — автомобильное. К 2020 году пермский дилер «Сатурн-Р» официально представляет 16 брендов и 28 автосалонов: Nissan, Datsun, Kia, Hyundai, Jaguar и Land Rover, Audi, Jeep, Chrysler, Fiat Professional, Lada, УАЗ, Geely, Renault, Subaru и Suzuki. Точки продаж компании: Пермь, Березники, Челябинск, Миасс, Копейск, Златоуст. Липецк, Курган, Нижний Тагил.
С 2020 года автомобильное направление «Сатурн-Р» является одним из 6 крупнейших автомобильных холдингов, вошедших в список системообразующих предприятий. Соответствующий список опубликован на официальном сайте Минпромторга РоссииМинистерство промышленности и торговли Российской Федерации.
С 2002 года открыто направление «Сатурн-Р» — девелопмент. Коммерческие объекты компании: ТЦ «Алмаз» (г. Пермь, 2004 год), ТЦ «Лайнер» (г. Пермь, 2006 год), ТЦ «Сатурн» (г. Чусовой, 2009 год), ТЦ «Урал» (г. Пермь, год).
С 2006 года холдинг «Сатурн-Р» развивает направление — сельское хозяйство. Агрохолдинг «Русь» — это 6000 голов дойных коров и мясных бычков, фермы по всей территории Пермского края, обработка более 20 тысяч гектар земли, непрерывное производство собственных комбикормов, выдача более 100 тонн молока в сутки!
С 2002 года холдинг «Сатурн-Р» развивает направление — строительство.
К 2020 году строительная компания «Сатурн-Р» входит в число авторитетных участников строительного рынка России с высоким уровнем доверия со стороны населения и входит в топ-3 добросовестных застройщиков г. Перми. В состав строительного направления «Сатурн-Р» к 2020 году входят проектный институт, завод по производству строительных конструкций, строительно-монтажное управление, отдел капитального строительства, управление механизации «Кран», ЖБК, цеха металлообработки и деревообработки, агентство недвижимости.
С 2003 по 2020 года «Сатурн-Р» построил более 500 000 тысяч квадратных метров жилья в городе Перми. Производственные мощности холдинга позволяют реализовывать свыше 100 тысяч квадратных метров готовых площадей ежегодно.
Строительный холдинг «Сатурн-Р»:
- лидер Пермского края по вводу жилья 2018, 2019 г.г.;
- носит звание «Надежный застройщик России 2018, 2019 г.г.»;
- вошел в Национальный реестр «Ведущие организации строительной индустрии России».

Интернет издание PROPERM.ru провело свое интернет-расследование и посчитало холдинг Александра Репина «Сатурн-Р» — "одним из крупных пермских холдингов, занимающихся торговлей автомобилями, жилищным строительством, девелопментом и сельским хозяйством.
Александр Анатольевич Репин хотел стать кандидатом на досрочных выборах губернатора, которые состоялись в Пермском крае в единый день голосования 13 сентября 2020 года. 26 мая 2020 года об этом написала газета «Новый компаньон» в своей статье «Владелец холдинга „Сатурн-Р“ Александр Репин заявил о готовности стать губернатором Пермского края». Ему отказано в регистрации.

## Награды
Имеет 25 наград и поощрений, в том числе:
- Звание «Заслуженный строитель Российской Федерации», 16 апреля 2020 года[4]
- Почётное звание «Почётный строитель России», 2008 год
- Благодарность Министерства сельского хозяйства Российской Федерации, 2015 год
- Памятный знак «Герб Пермского края» I степени, 2015 год
- Почётная грамота губернатора Пермского края, 2017 год
- Почётная грамота Правительства Пермского края, 2010 год
- Благодарственное письмо губернатора Пермского края, 2012 год
- Благодарственное письмо председателя Законодательного Собрания Пермского края, 2010 год
- Благодарность администрации города Перми, четырежды: 2007 год, 2009 год, 2017 год, 2018 год
- Благодарственные письма Главы города Перми, дважды: 2004 год, 2011 год
- Благодарственные письма Администрации Пермского муниципального района, 2015 год
- Почётная грамота Министерства градостроительства и развития инфраструктуры Пермского края, 2010 год
- Благодарственные письма Главного управления внутренних дел Пермского края, 2005 год
- Благодарственное письмо Министерства финансов Пермского края, 2017 год
- Орден «За заслуги в строительстве» Российского Союза строителей, 2015 год
- Лауреат Строгановской премии «За высокие достижения в экономике и управлении», 2018 год
- Диплом «Лучший руководитель строительного комплекса Пермского края», 2017 год
- Почётный знак «Строительная слава», 2010 год
- Нагрудный знак «90 лет милиции России», 2007 год
- Памятный знак «За содействие МВД»
- Медаль «Маршал Советского Союза Жуков», Постоянный Президиум Съезда народных депутатов СССР, 1997 год
- Медаль «75 лет САМБО», 2013 год
- Почётное звание «Лидер Российской экономики», 2005 год
- Диплом «Человек года», 2005 год
- «Лучший предприниматель года 2003», 2003 год

## Семья
Женат, шестеро детей.